# Phylica karroica
Phylica karroica är en brakvedsväxtart som beskrevs av Neville Stuart Pillans. Phylica karroica ingår i släktet Phylica och familjen brakvedsväxter. Inga underarter finns listade i Catalogue of Life.